# Paul McGee
Paul McGee (Sligo, 19 giugno 1954) è un ex calciatore irlandese, di ruolo attaccante.

## Carriera
McGee ha segnato complessivamente 143 reti in League of Ireland, quota che lo pone decimo nella classifica di sempre. Con la maglia del Galway United ha giocato in Coppa UEFA ed ha segnato una rete al Groningen nell'edizione 1986-1987. Ha inoltre collezionato 15 presenze (e 4 gol) in selezione irlandese tra il 1978 e il 1980.

## Palmarès
- Campionato irlandese: 1

Sligo Rovers: 1976-1977
- Coppa d'Irlanda: 1

Finn Harps: 1974